# Шварцхорн
Шварцхорн, или Корно-Неро (нем. Schwarzhorn, итал. Corno Nero) — горная вершина в Италии высотой 4322 метра над уровнем моря в Пеннинских Альпах, в массиве Монте-Роза. Шварцхорн находится на границе областей Валле-д’Аоста и Пьемонт.

## Физико-географическая характеристика
Вершина Шварцхорн находится в Италии в двухстах метрах на юг от границы со Швейцарией на стыке областей Валле-д’Аоста и Пьемонт (провинция Верчелли). На север от Шварцхорна расположена вершина Людвигсхёэ, отделённая от неё перевалом Цюрбриггенйох (нем. Zurbriggenjoch) высотой 4271 метр. На юг от Шварцхорна расположена вершина Пирамид-Винсент. Со стороны перевала Цюрбриггенйох склон Шварцхорна достаточно крутой (наклон достигает 50°), но относительно легко проходимый при подходящих климатических условиях. На восток Шварцхорн имеет крутой скальный обрыв, с которого стекает ледник Пьоде. С других сторон вершина более пологая.

## История восхождений
Первое восхождение на Шварцхорн совершили альпинисты Марко Маглионини и Альберт де Ротшильд, сопровождаемые горными гидами Эдуардом Купелином, Николаусом Кнубелем и Петером Кнубелем, 18 августа 1873 года.
Восхождения на вершину обычно совершаются в рамках восхождения на более высокие вершины массива Монте-Роза (Пик Дюфур, Цумштайншпитце, Парротшпитце, Людвигсхёэ) и имеют категорию II—III по классификации UIAA.